# Perisyntrocha
Perisyntrocha és un gènere d'arnes de la família Crambidae descrita per Edward Meyrick el 1894.

## Taxonomia
- Perisyntrocha alienalis
- Perisyntrocha anialis
- Perisyntrocha ossealis
- Perisyntrocha suffusa

## Espècies antigues
- Perisyntrocha affinis
- Perisyntrocha circumdatalis
- Perisyntrocha cuneolalis
- Perisyntrocha flavalis
- Perisyntrocha picata